# Gilles Villeneuve
Joseph Gilles Henri Villeneuve (18. januar 1950 – 8. maj 1982) var en canadisk racerkører, der kørte seks sæsoner og 68 Grand Prix'er i Formel 1. Han nåede i sin karriere at vinde seks Grand Prix'er, og sluttede yderligere syv gange på podiet for sekundære placeringer. Den 8. maj 1982 blev Villeneuve dræbt i en ulykke under kvalifikationen til det belgiske Grand Prix.
Villeneuve er far til 1997-verdensmesteren i Formel 1, Jacques Villeneuve.